# Tarta colibrí
El hummingbird cake (pronunciación en inglés: /ˈhʌmɪŋˌbɝd keɪk/ «tarta colibrí») o pastel colibrí, es un pastel a base de banana y piña típico de la gastronomía del sur de los Estados Unidos, aunque originario de la gastronomía jamaicana. Como ingredientes incluye harina, azúcar, sal, aceite, plátano maduro, piña, canela, nueces pecanas, extracto de vainilla, huevos y agente leudante. A menudo se le agregan una o varias capas intermedias de glaseado elaborado con queso crema, o se sirve aparte.
Es uno de las pocas tartas sureñas que usa aceite en vez de mantequilla, esto hace que, sumado a las frutas, el pastel permanezca húmedo por más tiempo. Se considera un clásico de la repostería sureña, junto con la red velvet cake, la carrot cake, la lane cake o la key lime pie.

## Historia
Originado en la isla de Jamaica, el hummingbird cake recibe su nombre del ave nacional de la isla. Allí también se lo conoce como Doctor Bird cake, ya que así se denomina localmente al colibrí endémico de la isla, el colibrí portacintas piquirrojo (Trochilus polytmus). Se cree que se le puso este nombre porque es lo suficientemente dulce para atraer a este colibrí, ya que sólo se alimenta de néctar.
En 1968, la Oficina de Turismo de Jamaica incluyó la receta del pastel colibrí junto con otras recetas locales en varios kits de prensa enviados a los Estados Unidos. El marketing estaba dirigido a los consumidores estadounidenses para promocionar la isla. Como se imprimió en la edición del 29 de marzo de 1979 del Kingston Daily Gleaner de Jamaica, «Los kits de prensa presentados incluían un menú jamaicano modificado para la cocina estadounidense, y presentaban recetas como el doctor bird cake, hecho con plátanos».
Una de las primeras publicaciones impresas de la receta fue escrita por L.H. Wiggins, una directora de la Universidad de Carolina del Norte, en la edición de febrero de 1978 de Southern Living; Wiggings no inventó la receta, pero se dice que pudo agregarle las capas de crema de queso a la tarta. El pastel ganó el premio Favorite Cake Award ese mismo año en la Feria Estatal de Kentucky.
Fue seleccionada como la receta favorita de Southern Living en 1990 y se señaló como la receta más solicitada en la historia de la revista. El pastel generalmente tiene dos o tres capas con pecanas (o nueces comunes), plátanos y piña triturados y glaseado de queso crema.